# Aleurocerus colombiae
Aleurocerus colombiae là một loài côn trùng cánh nửa trong họ Aleyrodidae, phân họ Aleyrodinae.
Aleurocerus colombiae được Russell miêu tả khoa học đầu tiên năm 1986.